# Balaguschewo
Balaguschewo (russisch Балагушево, baschkirisch Балағуш) ist ein Dorf in Baschkortostan (Russland). Es liegt im Jengalyschewski selsowet.

## Geographie
Der Ort liegt im Tschischminski rajon, 45 Kilometer bzw. 48 Straßenkilometer vom Verwaltungssitz des Rajons, Tschischmy, entfernt. Die nächste größere Stadt ist das 47 km entfernte Ufa.

## Bevölkerung
Im Jahr 2010 lebten 241 Menschen im Dorf, die meisten davon Russen (30 %) und Baschkiren (27 %).
| Jahr | Einwohner |
| ---- | --------- |
| 2002 | 272       |
| 2009 | 276       |
| 2010 | 241       |